# Teseo Taddia
Teseo Taddia   (Bondeno, 20 d'abril de 1920 - Milà, 23 de desembre de 1982) fou un atleta italià, especialista en el llançament de martell, que va competir finals de la dècada de 1930 i mitjans de la de 1950.
El 1948 va prendre part en els Jocs Olímpics d'Estiu de Londres, on fou setè en la prova del llançament de martell del programa d'atletisme. Quatre anys més tard, als Jocs de Hèlsinki, fou desè en la mateixa prova.
En el seu palmarès destaca una medalla de plata en la prova del llançament de martell al Campionat d'Europa d'atletisme de 1950, rere Sverre Strandli, i dues d'or als Jocs del Mediterrani de 1951 i 1955. També guanyà catorze campionats nacionals de martell entre 1939 i 1956. D'aquesta prova millorà el rècord nacional en nou ocasions.

## Millors marques
- Llançament de martell. 59,17 metre (1950)[6]